# Tamerlan Zarnajew

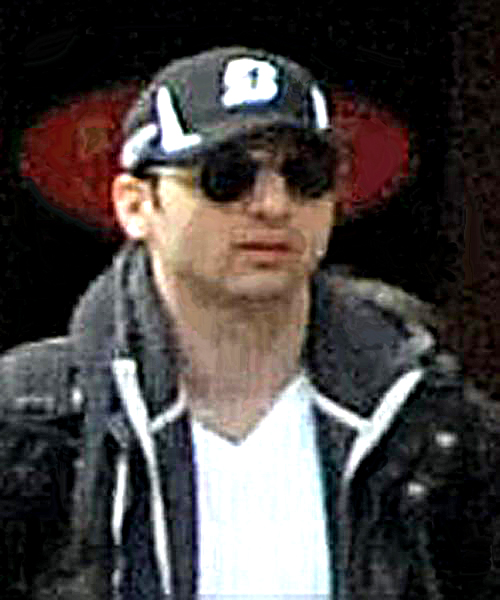
Tamerlan Zarnajew auf einer vom FBI veröffentlichten Aufnahme (unbekannte Datierung)

Tamerlan Ansorowitsch Zarnajew (russisch Тамерлан Анзорович Царнаев, wissenschaftliche Transliteration Tamerlan Anzorovič Carnaev, englische Transkription Tamerlan Tsarnaev, tschetschenisch Царнаев (Царни) Анзор-кӏант Тамерлан; * 21. Oktober 1986 in der Kirgisischen SSR, Sowjetunion; † 19. April 2013 in Watertown, Massachusetts, Vereinigte Staaten) war ein russischer Boxer und Terrorist tschetschenisch-awarischer Herkunft und gilt als einer der Akteure des Anschlags auf den Boston-Marathon im Jahr 2013. Der zweite Attentäter war Tamerlans jüngerer verurteilter Bruder Dschochar. Zarnajew wanderte Anfang der 2000er Jahre mit seiner Familie von Dagestan in die USA aus, wo er zunächst ein Studium, später eine Karriere als Boxer begann. Gegen Ende der 2000er Jahre wandte er sich verstärkt dem Islam zu und beendete später unter anderem deswegen seine Laufbahn als Boxer. Nach einer Reise nach Tschetschenien und Dagestan bereitete er mit Dschochar Zarnajew nach dessen Angaben den Anschlag auf den Boston-Marathon vor, bei dem am 15. April 2013 schließlich drei Menschen starben und viele weitere schwer verletzt wurden. Nachdem die Brüder einige Tage darauf einen Polizeibeamten erschossen hatten, wurden sie von der Polizei gestellt. Tamerlan Zarnajew starb, nachdem es zu einem Schusswechsel gekommen war und ihn sein Bruder auf der Flucht mit einem Auto überfahren hatte.

## Familiärer Hintergrund
Der Vater der Brüder, Ansor (russisch Анзор, englische Transkription Anzor), entstammt einer Familie aus Tschetschenien, die seit der Zeit der stalinistischen Deportation im Jahre 1944 in der Kirgisischen SSR der Sowjetunion lebte. Ihre Mutter Subeidat (russisch Зубейдат, englische Transkription Zubeidat) stammt aus Dagestan und ist awarischer Nationalität. Die Familie befand sich im Zwiespalt; die Eltern lebten eine in ihren jeweiligen Kulturen verbotene Mischehe – in einer Familie mit Clan-Strukturen ein Skandal.
Die Brüder sind, wie ihre beiden Schwestern, im heutigen Kirgisistan geboren und wuchsen in der Stadt Tokmok auf. 2001 siedelten sie ins russische Machatschkala in Dagestan um. Anfang der 2000er Jahre beschloss die Familie, in die USA auszuwandern, wohin mit einem Flüchtlingshilfsprogramm schon ein Bruder und eine Schwester Ansor Zarnajews in der ersten Hälfte der 1990er Jahre emigriert waren. Da die Ausfertigung der Ausreisedokumente längere Zeit dauerte, hielt sich die Familie ab Oktober 2001 etwa fünf Monate in Dagestan, der Heimat der Mutter, auf. Alle Kinder gingen in dieser Zeit in Machatschkala zur Schule.
Nach russischen Geheimdienstangaben reisten zunächst nur die Brüder zum Onkel Ruslan Tsarni in die USA aus, während der Rest der Familie später folgte. Der abweichende Familienname erklärt sich daraus, dass der Onkel bei seiner Einreise statt der russifizierten Form Zarnajew die tschetschenische Namensform Царни (transkr.: Zarni) angab, die im Englischen Tsarni ergab. Die Ausreise erfolgte, wie das türkische Außenministerium bestätigte, über die Türkei – einen der wichtigsten Wege der legalen Emigration nach Europa und Amerika.
In den USA bat die Familie um politisches Asyl und schrieb sich seitdem dort Tsarnaev. Seit 2007 hatte die Familie eine Aufenthaltserlaubnis. 2011 lebte die Familie von Sozialhilfe und Essensmarken, im September erfolgte die Scheidung der Eltern und Ansor Zarnajew zog (aus gesundheitlichen Gründen) wieder in seine Heimat zurück. Im Sommer 2012 verließ auch die Mutter das Land.

## Lebenslauf
Tamerlan Zarnajew lebte mit einer Green Card in Boston und studierte zwischen 2006 und 2008 am Bunker Hill Community College Ingenieurswesen, brach jedoch das Studium ab, um eine Karriere als Boxer einzuschlagen. Als Amateurboxer gewann er in den Jahren 2009 und 2010 jeweils die New England Golden Gloves im Schwergewicht und nahm 2009 auch an den National Golden Gloves teil, wo er gegen den späteren Silbermedaillengewinner Lamar Fenner nach Punkten unterlag.
Im Jahr 2009 wurde Zarnajew bei der Bostoner Polizei wegen des Vorwurfs der häuslichen Gewalt gegenüber seiner damaligen Freundin aktenkundig. Er heiratete am 21. Juni 2010 eine gebürtige US-Amerikanerin, eine zum Islam konvertierte Christin. Sie bekam von ihm eine Tochter, die zum Todeszeitpunkt Tamerlan Zarnajews zwei Jahre alt war. Zarnajew glaubte an verschiedene Verschwörungstheorien und war Anhänger des Verschwörungstheoretikers Alex Jones.
Am 11. September 2011, dem zehnten Jahrestag der Terroranschläge vom 11. September, wurde Brendan Mess, sein damaliger Sparringspartner und bester Freund, in seiner Wohnung in Waltham, einer kleinen Stadt westlich von Boston, zusammen mit seinen beiden Freunden Raphael Teken und Erik Weissman ermordet. Ihre Kehlen waren durchgeschnitten, und auf ihren Körpern lag Marihuana verstreut. Alle drei Opfer waren jüdischer Abstammung. Der Dreifachmord blieb unaufgeklärt. Nach dem Marathonattentat gab die Staatsanwaltschaft von Middlesex County bekannt, zu überprüfen, ob Tamerlan Zarnajew bei den Morden eine Rolle spielte.
2011 warnte der russische Inlandsgeheimdienst FSB sowohl den US-Auslandsgeheimdienst CIA als auch die Bundespolizei FBI und bat um Informationen über ihn, da man eine Radikalisierung seiner islamistischen Einstellungen und eine Nähe zu tschetschenischen Terroristen vermutete. Zwei Beamte des FBI suchten daraufhin im Januar 2011 die Familie Zarnajew auf, befragten Tamerlan und andere Familienmitglieder, fanden jedoch keine Hinweise auf terroristische Aktivitäten. Im Sommer 2011 wurden diese Informationen der russischen Regierung übermittelt. Das Ministerium für Innere Sicherheit der Vereinigten Staaten lehnte eine Einbürgerung Zarnajews wegen seiner Befragung durch FBI-Beamte ab.
Die CIA ließ Zarnajew in die Datenbank TIDE (Terrorist Identities Datamart Environment) einfügen.
Vom 12. Januar bis 17. Juli 2012 besuchte Zarnajew Dagestan und Tschetschenien. Einen Monat nach seiner Rückkehr erschien unter seinem Namen eine Webseite auf dem Videoportal YouTube, die auf verschiedene dschihadistische Videos verwies, unter anderem auf die radikal-islamistischen Prediger Abdul al-Hamid al-Juhani und Feiz Mohammed sowie auf islamistische Lieder des Sängers Timur Muzurajew. Demgegenüber hatten die Geheimdienste FSB (Russland) und MWD (Dagestan) keine Hinweise auf Kontakte zu radikalen Muslimen während seines Dagestan-Besuches. Im Nachgang des Anschlags auf den Bostoner Marathon galt er als einer der beiden Hauptverdächtigen. Er starb auf der Flucht vor der Polizei während eines Schusswechsels am 19. April 2013, nachdem ihn sein Bruder Dschochar auf der Flucht mit einem Auto überfahren hatte.

## Verfilmung
Im 2016 von Peter Berg inszenierten Thriller Boston wurde seine Rolle von Themo Melikidze übernommen.